# Bözingen
Bözingen (toponimo tedesco; in francese Boujean, desueto) è un quartiere di 6 623 abitanti del comune svizzero di Bienne, nel Canton Berna (regione del Seeland, circondario di Bienne).

## Storia

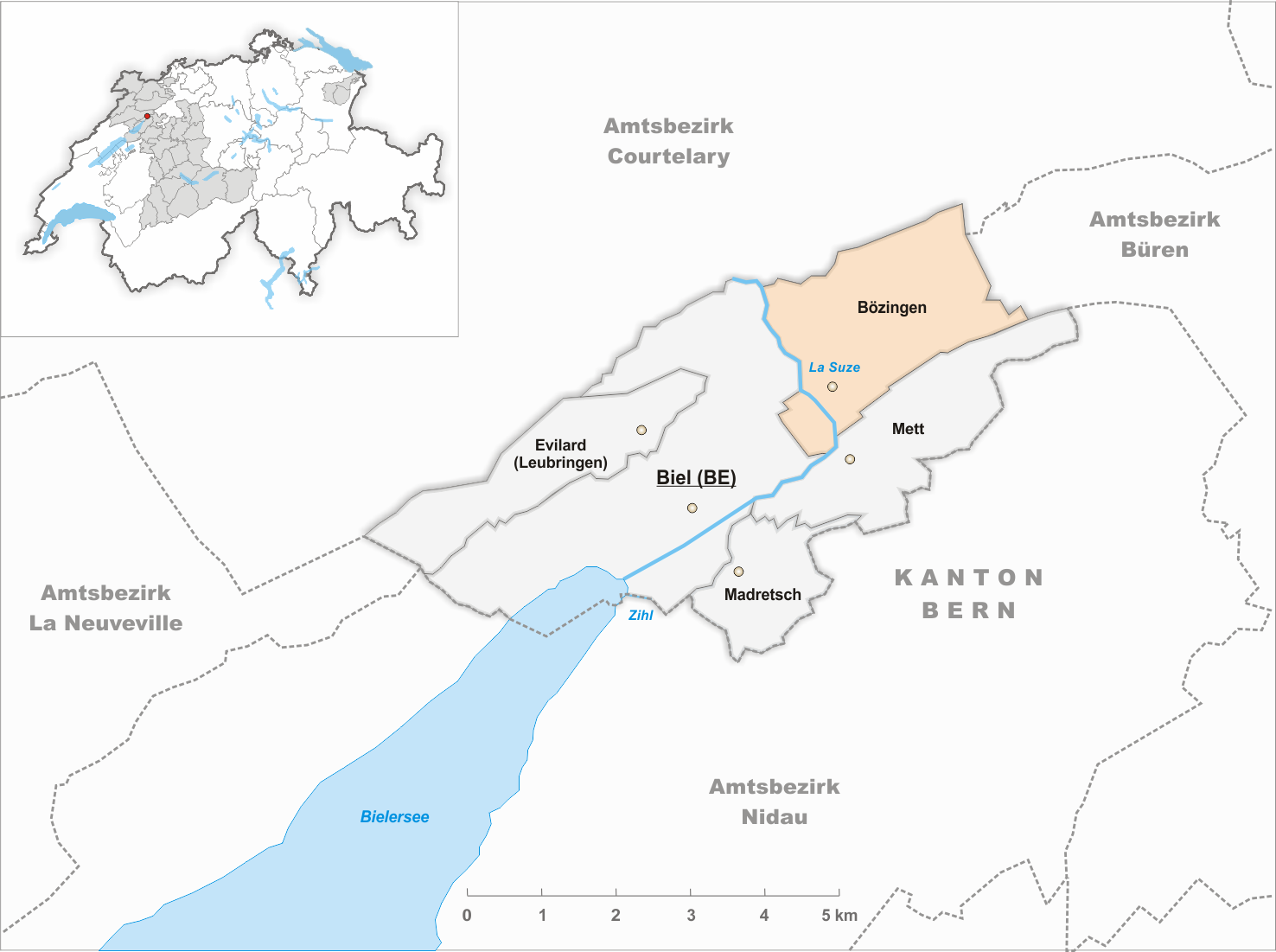
Il territorio del comune di Bözingen prima degli accorpamenti comunali del 1917

Già comune autonomo che apparteneva al distretto di Bienne e che si estendeva per 5,53 km², nel 1917 è stato accorpato a Bienne.

## Società

### Evoluzione demografica
L'evoluzione demografica è riportata nella seguente tabella:
Abitanti censiti

## Amministrazione
Ogni famiglia originaria del luogo fa parte del comune patriziale che ha la responsabilità della manutenzione di ogni bene comune.